# 玉西駅
玉西駅（オクソえき）は、大韓民国忠清南道保寧市にかつて存在した韓国鉄道公社長項線および玉西三角線の駅である。

## 歴史
- 1983年12月10日：信号場として開業。
- 1992年5月2日：玉西三角線の廃線に伴い廃止。